# Glossoidea
Glossoidea zijn een superfamilie uit de superorde Imparidentia.

## Families
- Glossidae Gray, 1847
- Kelliellidae Fischer, 1887
- † Lutetiidae Zhgenti, 1976
- Vesicomyidae Dall & Simpson, 1901